# Allen M. Sumner (lớp tàu khu trục)
Lớp tàu khu trục Allen M. Sumner là một nhóm 58 tàu khu trục được Hải quân Hoa Kỳ chế tạo trong Chiến tranh Thế giới thứ hai; và thêm mười hai chiếc khác được hoàn tất như những tàu khu trục rải mìn. Thường được gọi ngắn gọn là lớp Sumner, lớp tàu này mang đặc trưng tháp pháo 5-inch/38 caliber nòng đôi, hai bánh lái, vũ khí phòng không được bổ sung cùng nhiều cải tiến khác so với lớp Fletcher dẫn trước. Thiết kế của Allen M. Sumner được kéo dài thêm 14 foot (4,3 m) phía giữa tàu để trở thành lớp Gearing tiếp nối theo sau, vốn được chế tạo với số lượng lớn hơn.
Được hoàn tất trong những năm 1943-1945, bốn chiếc đã bị mất trong chiến tranh và một chiếc thứ năm bị hư hai nặng đến mức phải tháo dỡ không sửa chữa; những chiếc sống sót tiếp tục phục vụ cùng Hải quân Hoa Kỳ cho đến thập niên 1970. Sau khi nghỉ hưu khỏi hạm đội, 29 chiếc đã được bán cho hải quân các nước đồng minh, và tiếp tục phục vụ trong nhiều năm tiếp theo. Hai chiếc trong lớp hiện đang được giữ lại như những tàu bảo tàng tại South Carolina, Hoa Kỳ và tại Đài Loan.

## Mô tả
Chiếc đầu tiên trong lớp được đặt lườn vào tháng 5 năm 1943, và chiếc cuối cùng được hạ thủy vào tháng 4 năm 1945. Giữa hai thời điểm này Hoa Kỳ đã chế tạo 58 tàu khu trục lớp Allen M. Sumner. Lớp tàu khu trục này là một cải tiến dựa trên lớp Fletcher dẫn trước, vốn được chế tạo từ năm 1941 đến năm 1944. Ngoài ba tháp pháo 5 in (130 mm)/38 caliber nòng đôi thay thế cho năm tháp pháo nòng đơn trên lớp Fletcher, Sumner còn có bánh lái kép giúp nó cơ động tốt hơn trong hoạt động chống tàu ngầm. Pháo chính 5-inch được dẫn bắn bởi Bộ điều khiển hỏa lực Mark 37 với radar điều khiển hỏa lực Mark 25 kết nối bởi Máy tính điều khiển hỏa lực Mark 1 và ổn định bởi con quay Mark 6 8.500 rpm. Hệ thống điều khiển hỏa lực này cho phép có được hỏa lực mặt nước hoặc phòng không tầm xa hiệu quả.
Allen M. Sumner còn có hỏa lực phòng không tầm gần mạnh hơn lớp Fletcher, với 12 khẩu Bofors 40 mm và 11 khẩu Oerlikon 20 mm, so với chỉ có 8 nòng 40 mm và 7 nòng 20 mm tiêu biểu trên những chiếc Fletcher được nâng cấp vào thời kỳ cuối chiến tranh. Thiết kế vũ khí ngư lôi hạng nặng ban đầu của Fletcher được giữ lại, với 10 ống phóng 21 inch (533 mm) trên hai bệ 5 nòng, phóng ra ngư lôi Mark 15. Nhưng với mối đe dọa nghiêm trọng của máy bay tấn công tự sát Kamikaze vào đầu năm 1945, và với số lượng ít ỏi hạm tàu nổi của Hải quân Nhật Bản còn sót lại, đa số những chiếc trong lớp đã tháo dỡ bệ phóng ngư lôi 21-inch phía sau, thay thế bằng một khẩu đội Bofors 40 mm bốn nòng, nâng tổng số nòng pháo 40 mm lên đến 16 khẩu.
So với lớp Fletcher, lớp Allen M. Sumner tăng thêm 20% hỏa lực pháo 5-inch và xấp xỉ 50% hỏa lực phòng không hạng nhẹ trên một chiều dài chung tương đương, chỉ rộng hơn 15 inch (38 cm) và mớn nước sâu hơn 15 inch (38 cm). Trọng lượng choán nước chỉ tăng thêm 150 tấn, khoảng 7%; do đó lớp Allen M. Sumner là sự cải thiện đáng kể năng lực chiến đấu với chi phí tăng thêm không đáng kể.
Lớp tàu khu trục rải mìn (DM) Robert H. Smith, bao gồm mười hai chiếc, được chế tạo dựa trên cấu trúc lườn tàu được dự định cho lớp Allen M. Sumner. Gearing, lớp tàu khu trục tiếp nối theo sau Sumner, cũng có thiết kế tương tự, chỉ với chiều dài được kéo dài thêm 14 foot (4,3 m) phía giữa tàu để mang thêm nhiên liệu nhằm tăng tầm xa hoạt động.

## Chế tạo
Mười tám chiếc được đóng bởi hãng Federal Shipbuilding and Drydock Company tại Kearny, New Jersey. Mười bốn chiếc được đóng bởi hãng Bath Iron Works tại Bath, Maine. Mười chiếc được đóng tại xưởng Mariners Harbor của hãng Bethlehem Steel tại Staten Island. Sáu chiếc được đóng tại xưởng Union Iron Works của hãng Bethlehem Steel tại San Francisco, California. Năm chiếc được đóng bởi hãng Bethlehem Steel tại San Pedro, California. Năm chiếc được đóng bởi hãng Todd Pacific Shipyards tại Seattle, Washington. USS Barton là chiếc đầu tiên trong lớp được đặt lườn và nhập biên chế, trong khi USS Henley là chiếc nhập biên chế sau cùng.

## Phục vụ
Những chiếc lớp Allen M. Sumner đã phục vụ trong vai trò cột mốc radar canh phòng trong trận Okinawa, cũng như trong nhiều nhiệm vụ khác, và đã chịu đựng nhiều thiệt hại. Cooper, Meredith, Mannert L. Abele và Drexler đã bị mất trong chiến đấu, và Hugh W. Hadley bị hư hại nặng do máy bay tấn công cảm tử Kamikaze đâm trúng, đến mức nó được tháo dỡ không sau khi chiến tranh kết thúc. Ngoài ra Frank E. Evans  bị cắt làm đôi do tai nạn va chạm với tàu sân bay Australia HMAS Melbourne  (R21) ngoài khơi Việt Nam, và không bao giờ được sửa chữa.